# Músculo transverso del tórax
El Transverso del tórax o Triangular del esternón ([TA]: Musculus transversus thoracis)  es un pequeño vientre muscular endotorácico.
Son diferenciaciones de los músculos intercostales internos. Solo existen en los espacios intercostales medios (4, 5, 6, 7).

## Origen
Cara posterior del Esternón y del apófisis Xifoides.

## Inserción
Se inserta desde la 2ª costilla a la 6ª costilla, por su parte más interna.

## Función
Al contraerse, tira hacia debajo de las costillas y de los cartílagos costales, por lo tanto, es un músculo espirador, siendo necesario para que pueda actuar en caso de una espiración forzada.